# Presumptionisme
Presumptionisme is een school binnen de christelijke apologetiek. Presumptionisme gaat uit van het principe van redelijke aanvaarding: het is redelijk beweringen als geloofwaardig te accepteren zonder er eerst redenen voor te geven, tenzij er tegenargumenten worden aangevoerd.
Binnen het presumptionisme stelt men dat het christelijke geloof de enige basis is voor rationele gedachten en veronderstelt men dat de Bijbel een goddelijke openbaring is. Men verdedigt niet de eigen stellingname maar probeert (denk)fouten in andere wereldbeelden aan te tonen.
Bekende aanhangers van deze theorie zijn Cornelius Van Til en Francis Schaeffer.
Bij het evidentialisme moet vooraf een reden worden gegeven, wil een overtuiging redelijk zijn, bij het presumptionisme is dat vooraf niet nodig, maar achteraf wel mogelijk.